# Найтон, Лесли
Альбе́рт Ле́сли На́йтон (англ. Albert Leslie Knighton; 15 марта 1887, Бертон-апон-Трент, Англия — 10 мая 1959, Борнмут, Англия) — английский футбольный тренер. Нойтон родился в городке Чёрч Гресли, рядом с городом Бертон-апон-Трент в Дербишире. Он был вынужден прервать карьеру футболиста в связи с травмой колена, после чего решил начать тренерскую карьеру. Сначала он работал ассистентом главного тренера в «Манчестер Сити» и «Хаддерсфилд Таун», в котором он короткое время в 1912 году был исполняющим обязанности.

## Тренерская карьера
В 1919 году Найтон был назначен секретарем-менеджером лондонского «Арсенала», вскоре после того, как клуб вышел в Первый дивизион. Найтон был совсем неопытный 27-летний тренер, когда возглавил «Арсенал», а пригласили его потому, что клуб был в долгах и не мог позволить себе опытного специалиста. Хозяин клуба Генри Норрис воспринимал Найтона своей марионеткой. Были наложенны жёсткие ограничения на трансферы, была установлена планка в 1 000 фунтов за игрока и запрет покупать игроков, рост которых составлял ниже 5 футов 8 дюймов, то есть 1 метр 73 сантиметраю. Когда Найтон подписал 5-футового Хью Моффатта из «Уэркингтона» в 1923 году, Норрис узнав о трансфере пришёл в бешенство. Моффатту так и не удалось дебютировать в составе «канониров», а разозленный владелец «Арсенала» тут же перепродал игрока в «Лутон Таун».
За шесть лет работы Найтона в «Арсенале», клуб ни разу не финишировал выше 9-го места. После того, как в сезоне 1924/25 его команда финишировала двадцатой, он был уволен. Несмотря на постоянный пресс со стороны сэра Генри, Найтону удалось подписать некоторых игроков, которым было суждено впоследствии внести большой вклад в историю «Арсенала» — Боба Джона, Джимми Брейна и Альфа Бейкера, которые станут основой «золотоносной» команды 30-х годов.
Во время своего последнего сезона в «Арсенале», Найтон был вовлечен в один из первых зафиксированных случаев применения допинга в первом раунде Кубка Англии сезона 1924/25 в матче против «Вест Хэм Юнайтед». Найтон дал игрокам, как он описал, «маленькие серебряные таблетки», данные ему врачом с Харли-стрит, который был фанатом клуба. Эти таблетки должны были повысить энергию игроков, а побочными эффектами которых была сильная жажда. За десять минут до стартового свистка арбитр объявил, что в связи с туманом матч переносится. Как писал Найтон: «На обратном пути мои парни напоминали тигров в клетке. Когда буйство спало, все испытали ужасное жжение в горле и дикую жажду». Через день «Арсенал» снова прибыл на «Аптон Парк», и сыграл вничью 0:0. Во время переигровки матча на «Хайбери» игроки отказались принимать таблетки, и снова матч завершился вничью 2:2. Всё решил матч на «Стэмфорд Бридж», когда на последней минуте капитан «молотобойцев» Джордж Кэй после подачи углового забил единственный в матче гол. В те времена применение допинга не пресекалось законом, но этот факт стал известен только из мемуаров Найтона. На смену Найтону в «Арсенале» пришёл Герберт Чепмен, который и приведёт клуб к успехам в 30-е годы.
После ухода из стана «канониров», Найтон продолжил свою тренерскую карьеру в «Борнмуте» и «Бирмингем Сити», который привел в 1931 году к финалу Кубка Англии. С «Челси» он работал 6 лет, но за это время так ничего и не добился, после чего в 1945 году, после окончания Второй мировой войны возглавил «Шрусбери Таун», который к тому времени ещё не был членом Футбольной лиги. Он тренировал его до 1948 года, пока не завершил тренерскую карьеру.

## Смерть
Уйдя из футбола Найтон переехал в Борнмут, где работал секретарём в гольф-клубе. В 1948 году он написал автобиографию под названием «За кулисами Большого футбола», о времени своего пребывания на посту главного тренера «Арсенала» и его взаимоотношениями с хозяином клуба Генри Норрисом. Он умер в 1959 году, в возрасте 72 лет.

## Достижения
«Бирмингем Сити»
- Финалист Кубка Англии: 1931